# 黄穆如
黄穆如（1891年—1965年），原名黄增荣，曾用名黄少岩，男，土家族，湖南吉首人，中国教育家，曾任第三、四届全国政协委员。